# Monasterios mendicantes de Hidalgo

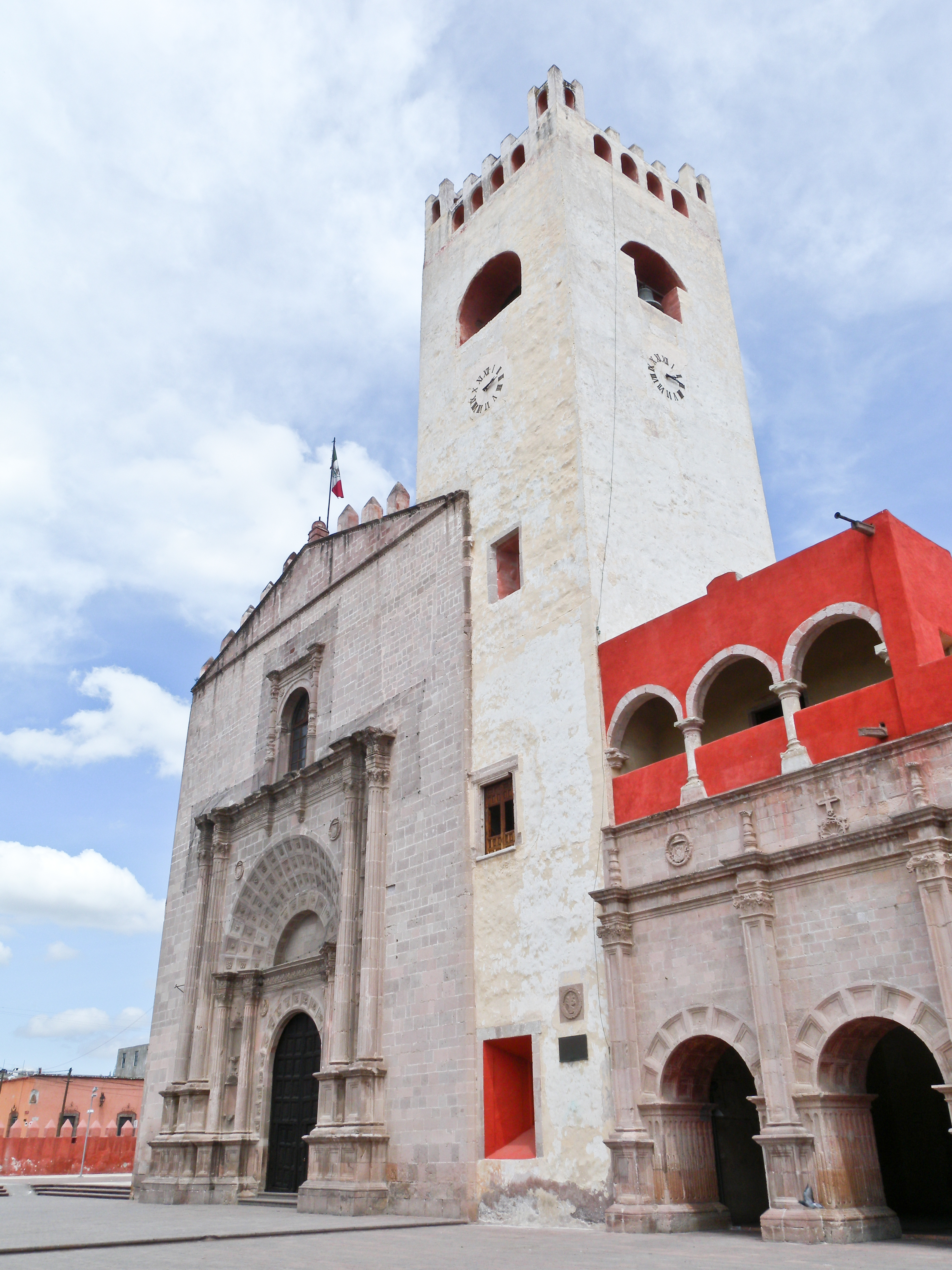
Templo y exconvento de San Nicolás Tolentino en Actopan. Es uno de los monumentos históricos más importantes, desde el punto de vista arquitectónico y pictórico, constituye uno de los mayores ejemplos de arte novohispano del.

Los monasterios o conventos mendicantes de Hidalgo se refiere a las construcciones religiosas construidas por las órdenes mendicantes en el estado de Hidalgo, México, que fueron una de las soluciones arquitectónicas ideadas por los frailes durante la Evangelización en la Nueva España. 
Los complejos arquitectónicos se localizan en una amplia porción del territorio hidalguense, ya sea la región Huasteca, la sierra Gorda, así como las sierras Alta y Baja, el valle del Mezquital y la región de los llanos de Apan. Estos constituyen una parte importante del patrimonio cultural y arquitectónico del estado de Hidalgo.
Las principales construcciones franciscanos son los conventos edificados en Tecozautla, Huichapan, Alfajayucan, Tepetitlán, Tlahuelilpan, Atotonilco de Tula, Tula de Allende, Tepeji del Río, Tulancingo, Zempoala, Tepeapulco y Apan. Las principales construcciones agustinas son los conventos edificados en Ixmiquilpan, Mixquiahuala, Actopan, Tezontepec, Epazoyucan, Acatlán, Atotonilco el Grande, Tutotepec, Metztitlán, Molango, Xochicoatlán, Tlanchinol, Huejutla, y Chichicaxtla.
El principal periodo constructivo tiene lugar en el siglo XVI con una combinación de estilos arquitectónicos como: el Plateresco, el Gótico, el Románico y el Renacentista. Durante los siglos XVII y XVIII, también se desarrollaron interesantes muestras de elementos del Neoclásico y Barroco. Muchos edificios con el transcurso del tiempo, modificaron su propósito inicial y dejaron de ser colegios apostólicos y seminarios; a mediados del siglo XIX, durante el movimiento de Reforma, algunos se expropiaron y se usaron como escuelas, cuarteles, hospitales, cárceles.

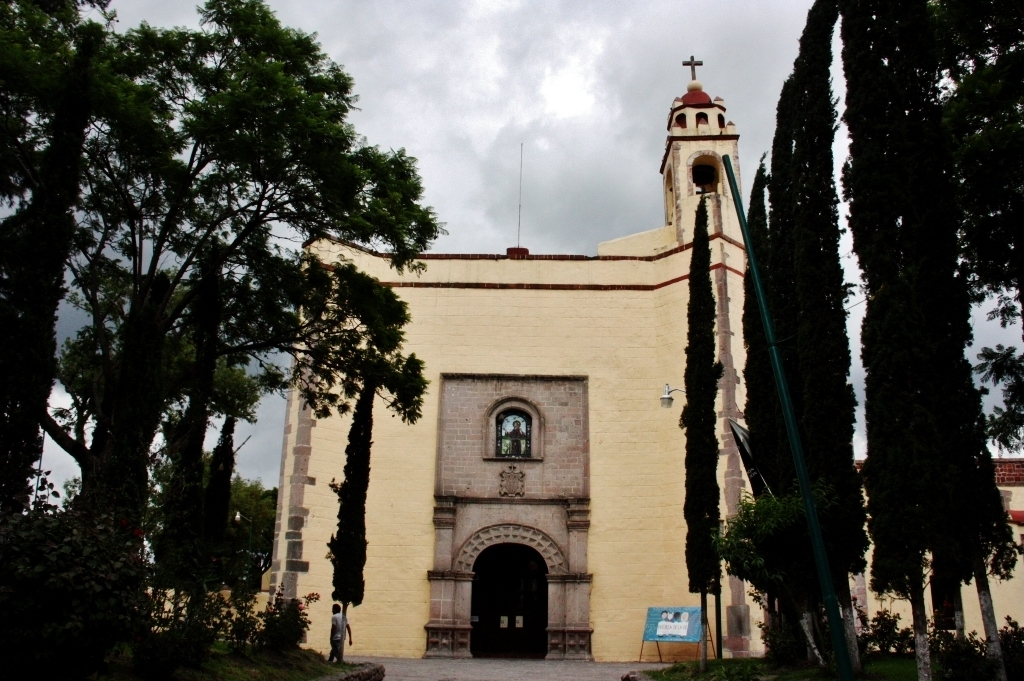
Convento de Tepeji, considerado Patrimonio de la Humanidad.

Para el siglo XX pasaron a albergar museos y centros de cultura. Para el inicio del siglo XXI, destaca la declaración de los complejos de Tepeji del Río y Zempoala, como Patrimonio de la Humanidad. Así como de los complejos de Epazoucan y Atotonilco el Grande, como parte del Geoparque Comarca Minera, designados por la Unesco.

## Historia

### Fundación y construcción

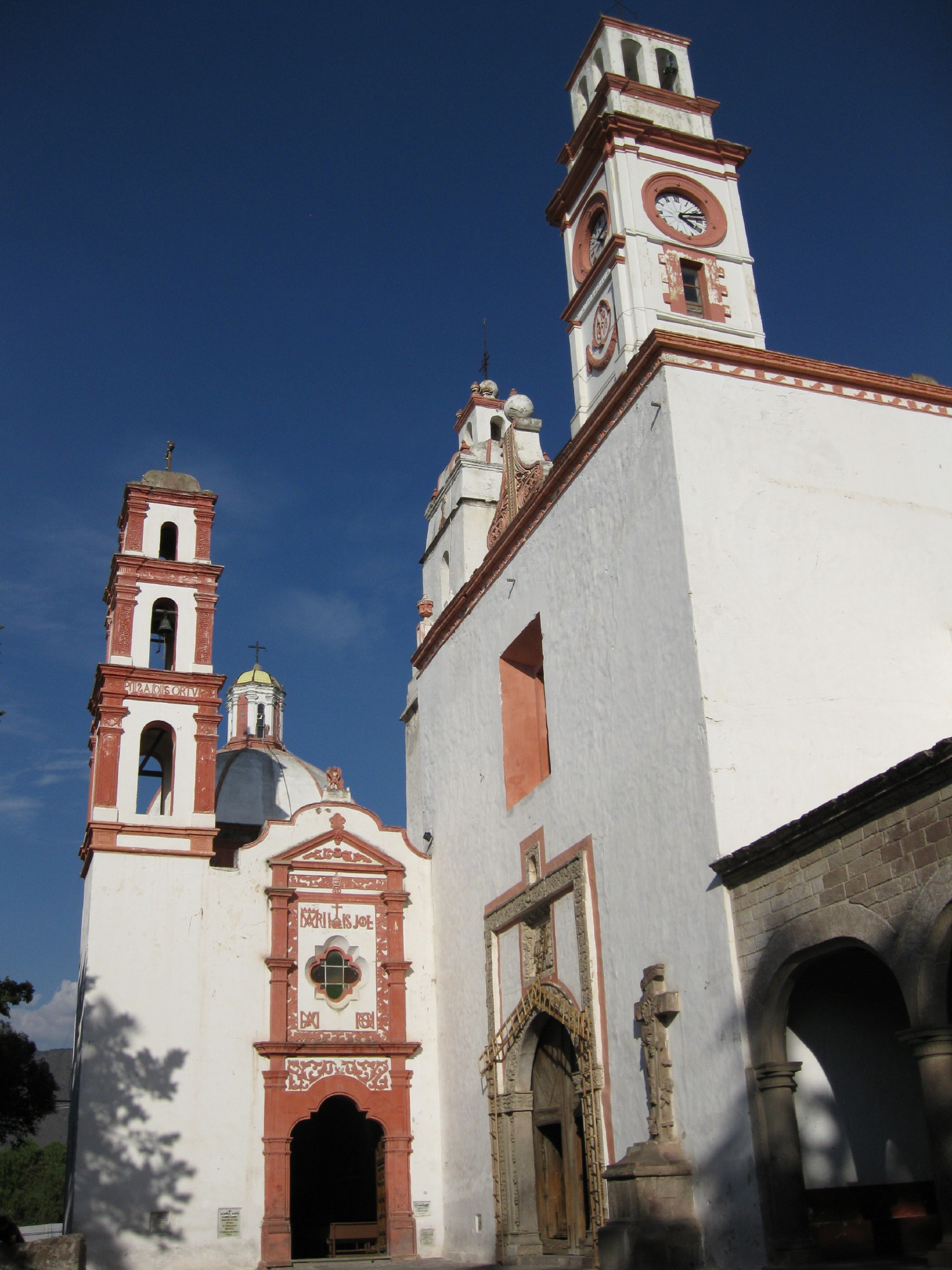
Convento de Tepeapulco, primer asentamiento franciscano.

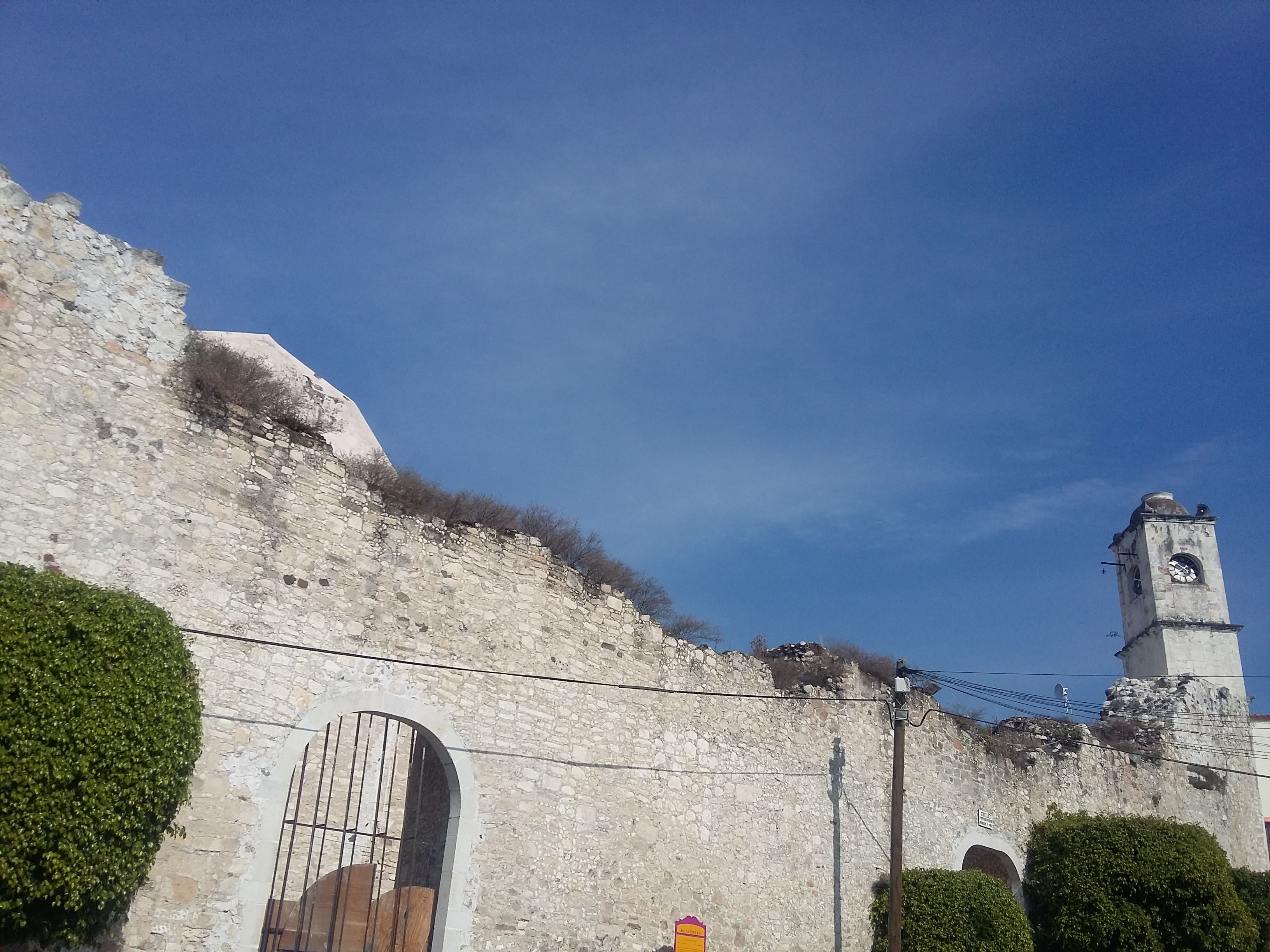
Convento La Comunidad en Metztitlán, primera construcción agustina de la zona.

Convento de Chichicaxtla, el cual fue abandonado y reocupado varias veces debido a los ataques de los chichimecas.

En Hidalgo el trabajo de evangelización, empieza cuando los franciscanos llegaron a Tepeapulco en 1528, y ese mismo año llegan a Tulancingo; siguiendo con su evangelización en los llanos de Apan, en el valle de Tulancingo y en el valle del Mezquital. Los agustinos, se asientan en las regiones lejanas y de difícil acceso, como lo son la sierra y huasteca hidalguense; llegando a Atotonilco el Grande y Metztitlán en 1536.
Las fundaciones franciscanas incluyeron Tula de Allende (1530); Zempoala (1940); Tecozautla (1553); Tepeji del Río (1558); Apan (1559); Alfajayucan (1559); Atotonilco de Tula (1560); Tlahuelilpan (1560); Tepetitlán (1571); y Huichapan (1577). Las fundaciones agustinas incluyeron Molango (1538); Xochicoatlán (1538); Mixquiahuala (1539); Epazoyucan (1540); Singuilucan (1540); Huejutla (1545); Actopan (1550); Ixmiquilpan (1550); Villa de Tezontepec (1554); Acatlán (1557); Chichicaxtla (1557); Tutotepec (1560); Chapulhuacán (1560); Tlanchinol (1569); Zacualtipán (1572); y la Lolotla (1563).
Fue tanta la premura de los frailes por evangelizar la región que en menos de medio siglo el estado de Hidalgo ya estaba ocupado por una treintena de conventos. Los franciscanos y los agustinos fueron las principales órdenes mendicantes, que desarrollaron actividades en Hidalgo. Durante este periodo los sacerdotes seculares en Hidalgo laboraron en una angosta faja de territorio que va desde Tizayuca, Tetepango, Pachuca, Mineral del Monte, Mineral del Chico y Yahualica.
Los dominicos no se establecieron en el estado de Hidalgo durante el siglo XVI; y su trabajo realizado en Hidalgo, es bastante marginal. Los dominicos supuestamente llegaron a Itatlaxco, en el municipio de Nicolás Flores; donde se dice que fundan una visita, aunque la capilla del pueblo está bajo la advocación de San Agustín. Una propiedad que realmente trabajaron los dominicos fue la hacienda de Almolón. En la localidad de Mapethé, municipio de Cardonal; se encuentra lo que parece ser un convento abandonado y en ruinas, sin referencia a que orden lo construyó.
En las áreas fronterizas, que se caracterizan por ser áreas de contactos multiculturales, resulta difícil deslindar el trabajo evangelizador de una u otra orden. El límite chichimeca en la sierra Gorda recibió la influencia de franciscanos, agustinos y dominicos. Los conventos construidos en la denominada frontera chichimeca, fueron fundaciones monásticas virreinales enclavadas en los territorios donde imperaban pueblos nómadas, exhiben peculiaridades arquitectónicas que los diferencian de construcciones religiosas del mismo tipo. Los chichimecas atacaron varias veces los conventos de la frontera, en la segunda mitad del siglo XVI; en Hidalgo atacaron principalmente los conventos de Chapulhuacán y Chichicaxtla.

### sigloXVIII

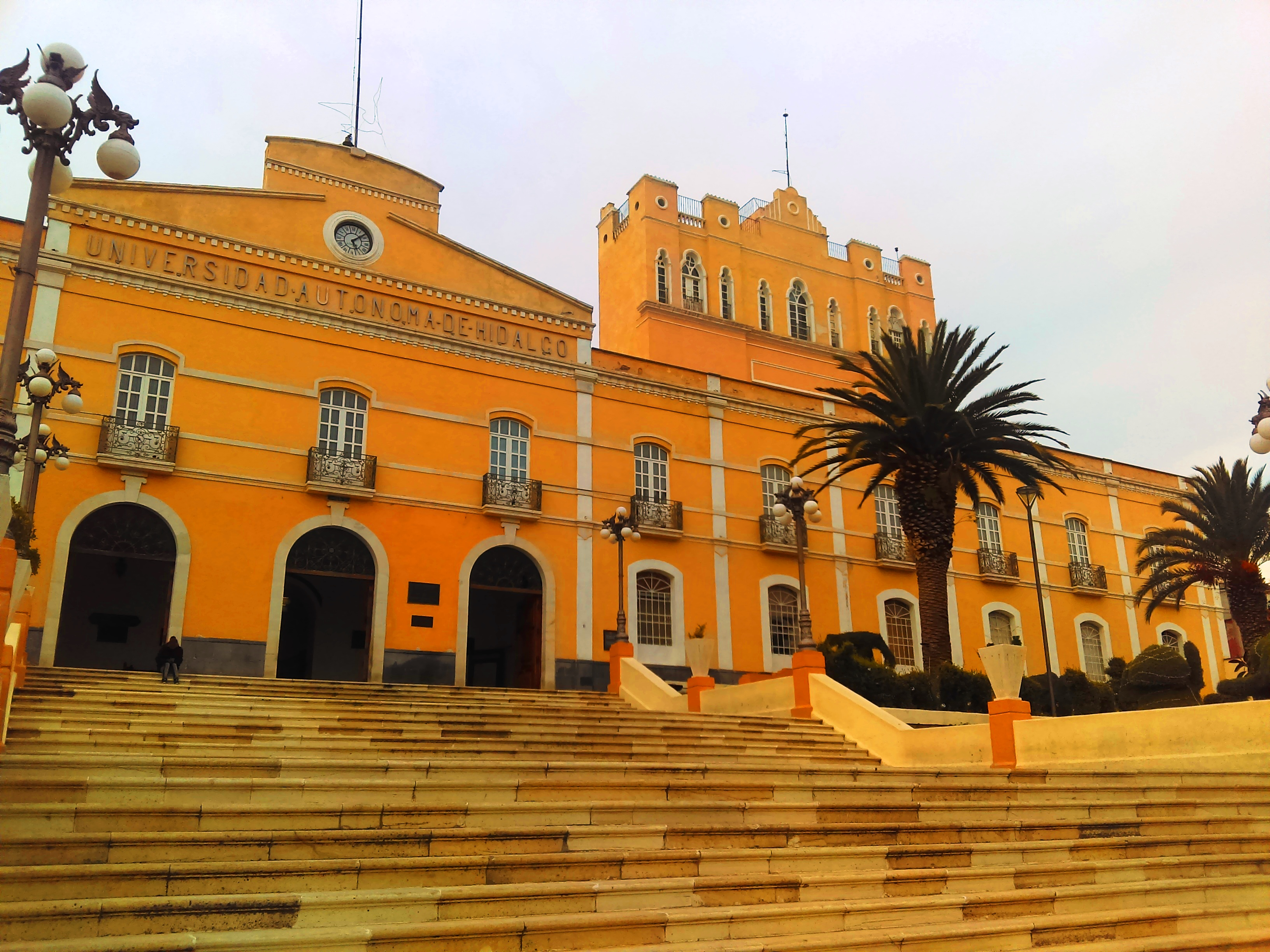
Hospital de Nuestra Señora de Guadalupe en Pachuca.

Para 1750 la mayoría de los conventos habían pasado a manos del clero secular, es decir, sacerdotes que no pertenecían a ninguna orden y que no obedecían a otro superior que no fuera el arzobispo de México. Pese a los avances de la colonización en otras partes de la Nueva España, en la Sierra Gorda habitado por los jonaces, pame y ximpeces, esta región seguía sin control. Al finalizar el siglo XVII los misioneros trataban de establecerse auxiliados por escoltas militares.
El convento de San Francisco en Pachuca se convirtió en Colegio Apostólico y en el año 1732 fue elegido para fundar dentro de sus muros al Colegio Apostólico de Propaganda FIDE; en 1771 el Colegio consiguió la autonomía de la Provincia de San Diego y fue entonces cuando alcanzó su mayor esplendor. Los misioneros formados en Pachuca evangelizaron regiones como la Sierra Gorda, el Nuevo Reino de León y el Nuevo Santander.
El 12 de julio de 1725 se otorgó la licencia episcopal para abrir un hospital en Pachuca a cargo de la Orden Hospitalaria de San Juan de Dios, también conocidos como los Juaninos. Se instalaron en la Capilla de Nuestra Señora de Guadalupe y los aledaños terrenos. Para marzo de 1728, se había sido concluido la construcción; la remodelación del Templo de Nuestra Señora de Guadalupe, debió concluirse hacia 1750. Fue precisamente la advocación del templo, por lo que se le denomina "Hospital de Nuestra Señora de Guadalupe". Algunos de los trabajos para la edificación de nuevas salas continuaron hasta los primeros años del siglo XIX.
Durante los siglos XVII y XVIII también se desarrollaron interesantes muestras de elementos del Neoclásico y Barroco. Como en Tulancingo, el proyecto para la reedificación de la parroquia fue presentado el 12 de abril de 1788, la construcción se inició en 1789, y se reabrió al culto el 6 de enero de 1806.

### SiglosXIXyXX

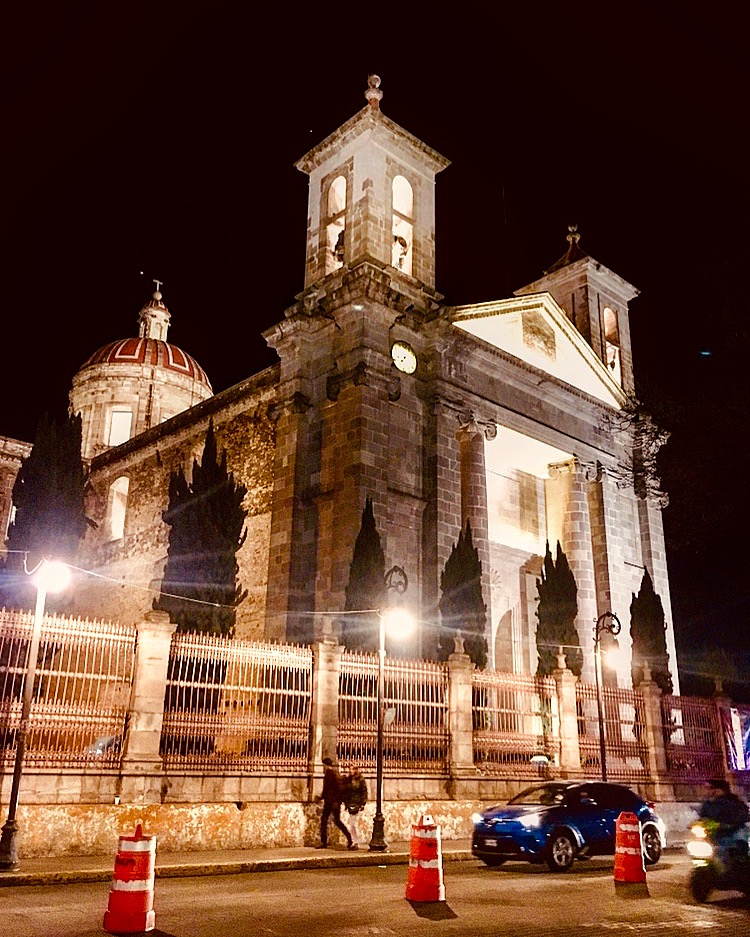
Catedral de Tulancingo

Con el paso del tiempo muchos edificios modificaron su propósito inicial y dejaron de ser colegios apostólicos y seminarios. A mediados del siglo XIX, durante el movimiento de Reforma, algunos territorios perteneciente a los conventos, se expropiaron y se usaron como escuelas, cuarteles, hospitales, y cárceles. El 26 de enero de 1863, es elevada a Catedral la Parroquia de Tulancingo. Entre 1929 y 1932 se realizan las fichas de campo del Catálogo de Construcciones Religiosas del Estado de Hidalgo, que fueron publicadas entre l941 y 1942; mismo que se ha convertido en una referencia importantísima en Hidalgo. En ese periodo varios complejos serían declarados Monumentos Nacionales.
Para finales del siglo XX varios complejos pasaron a albergar museos y centros de cultura. Como el Convento de Pachuca, que pasó a albergar el Centro INAH Hidalgo, la Fototeca Nacional, Museo Nacional de la Fotografía  el Centro de las Artes de Hidalgo. A principios de 1991, se realiza la elaboración del Catálogo del Patrimonio Cultural del Estado de Hidalgo.

### sigloXXI
Para el inicio del siglo XXI, destaca la declaración de dos complejos como Patrimonio de la Humanidad. El 1 de agosto de 2010, sesenta sitios del Camino Real de Tierra Adentro fueron declarados como Patrimonio de la Humanidad; dentro de esa declaración se encuentra el Templo y exconvento San Francisco de Asís en Tepeji del Río. El Acueducto del Padre Tembleque fue nombrado como Patrimonio de la Humanidad el 5 de julio de 2015; dentro de esa declaración se encuentra el Templo y exconvento de Todos los Santos en Zempoala.
En 2015 se inició el proyecto del Geoparque Comarca Minera, que busca dar valor al patrimonio geológico, minero, arqueológico, y cultural de la región de la Comarca Minera.  El 5 de mayo de 2017 la Unesco, designó de manera oficial al Geoparque Comarca Minera dentro de la red global de geoparques; entre los treinta y un geositios del proyecto se encuentran el Templo y exconvento de San Andrés Apóstol en Epazoyucan y el Templo y exconvento de San Agustín en Atotonilco el Grande.

## Arquitectura

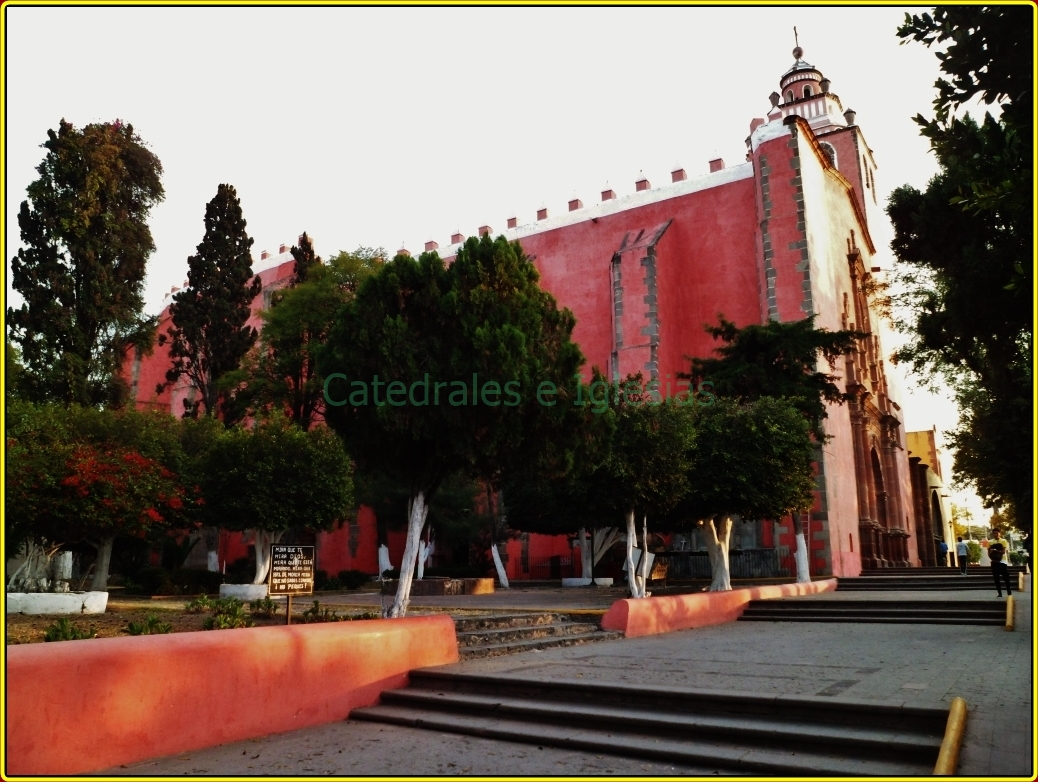
Convento de Ixmiquilpan, de los denominados “convento-fortaleza”.

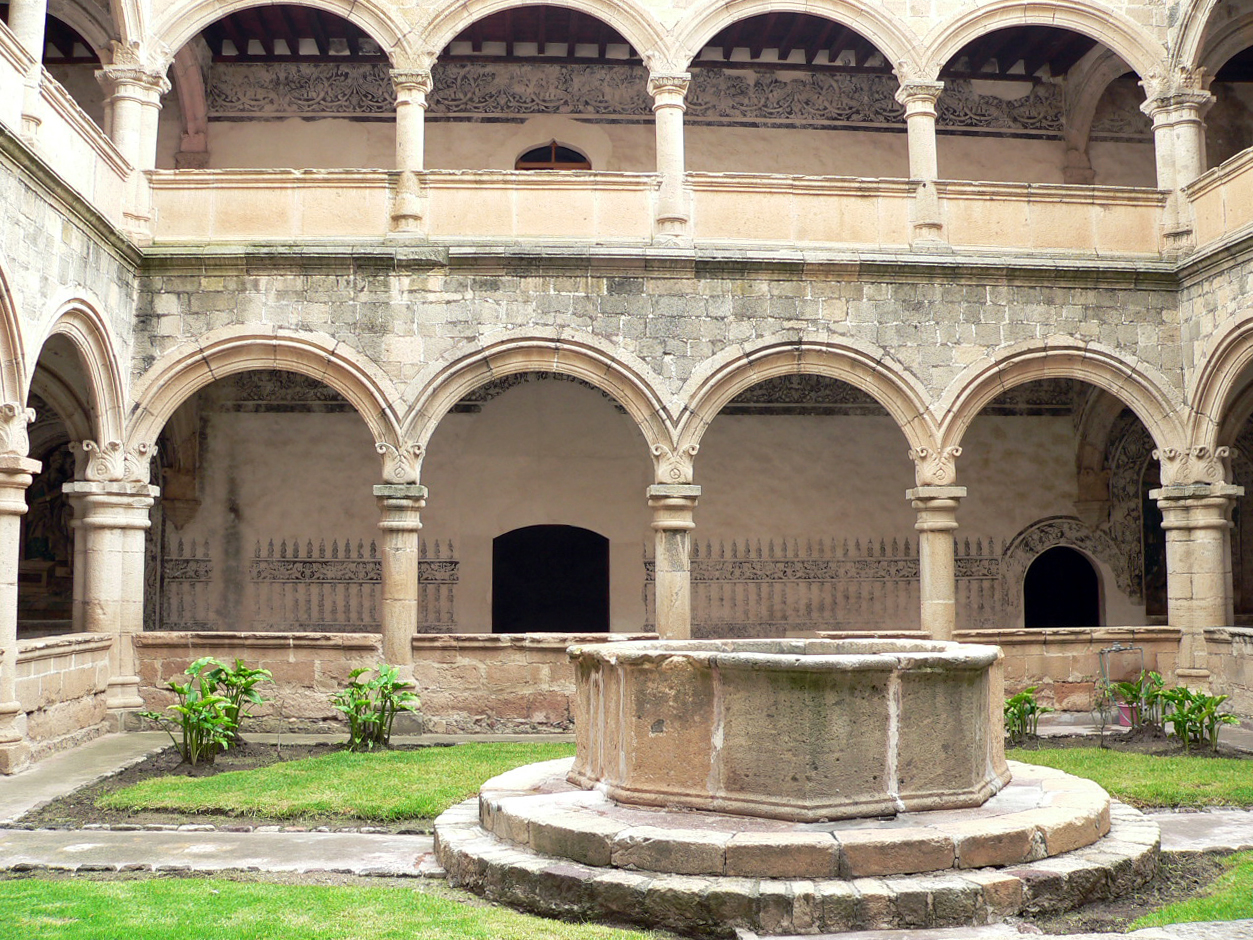
Claustro del Convento de Epazoyucan.

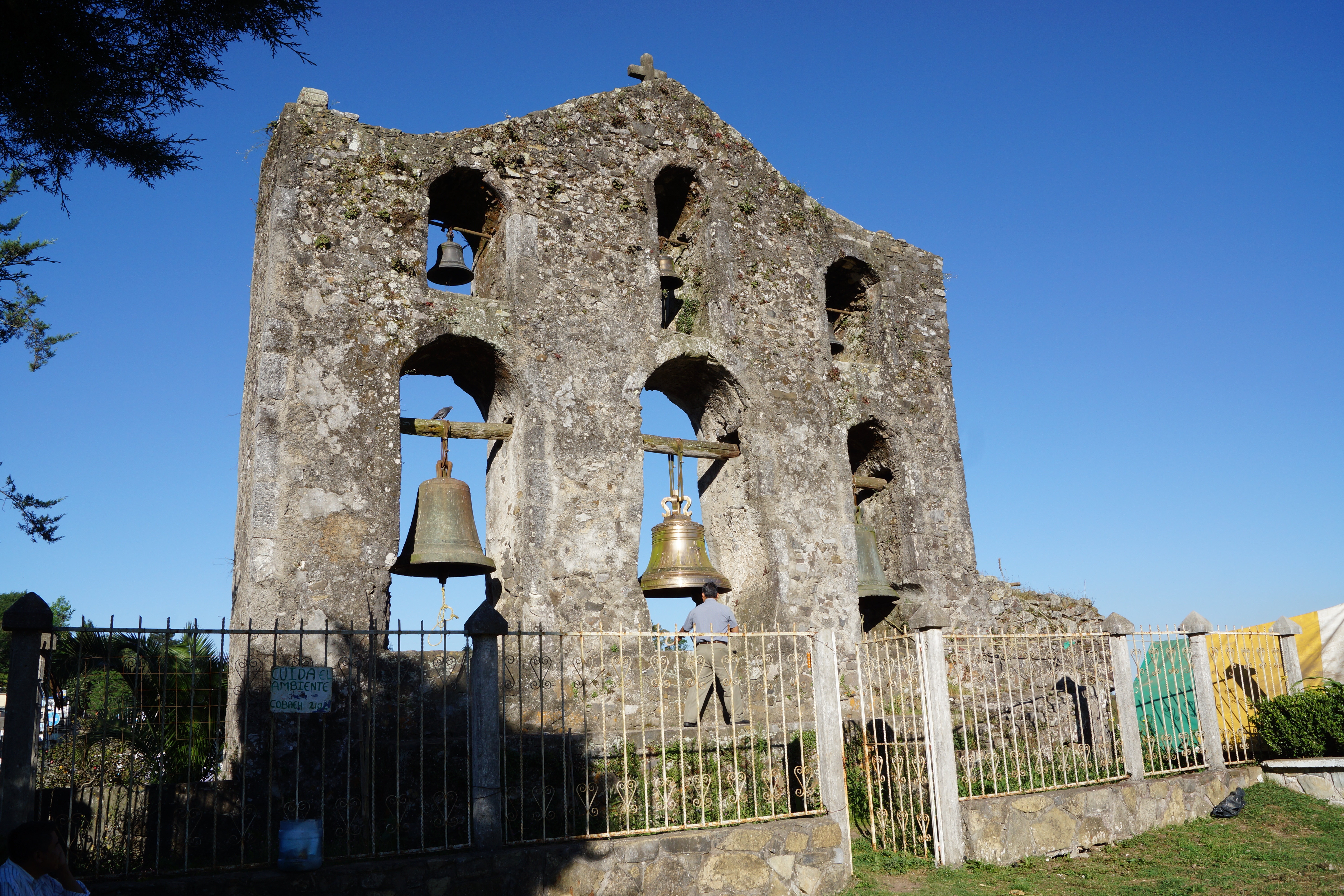
Espadaña del Convento de Tlanchinol.

La construcción de templos y conventos durante la Nueva España, estuvo fundamentalmente a cargo de los frailes, auxiliados por artesanos europeos y trabajadores indígenas. Son notables las diferencias que contienen ambos conjuntos, de acuerdo a la orden que lo construyó. Por un lado las construcciones franciscanas son modestas y sobrias delatando una modestia perceptible, sin carecer de interés; los conventos Franciscanos más que lugares de residencia, eran centros de organización misional y surgieron en un principio cerca de las poblaciones por evangelizar y su tamaño era de proporciones modestas. Por el contrario los agustinos cuentan con construcciones más elaboradas y ostentosas.
Se pueden establecer tres tipos de misiones: de ocupación, de penetración y de enlace. Las misiones de ocupación son las que conforman una red estrecha en torno a un centro, como Actopan o Ixmiquilpan. Las de penetración se refieren a las fundaciones precarias de casas esporádicas en zonas de difícil relieve, de clima penoso, aún no del todo pacificadas o circundadas de territorios totalmente indómitos. Estas misiones acompañan o preceden a la conquista militar, y en este caso podemos incluir a las de Chichicaxtla, y Chapulhuacán. Las casas de enlace son los conventos que forman una línea más o menos directa que liga un grupo de conventos con la Ciudad de México, como Tepeji del Río.
La arquitectura monástica novohispana del siglo XVI, estuvo ajustada en lo general a la llamada “Traza moderada”; sus establecimientos estaban conformados por espacios públicos y privados. Los espacios públicos dedicados al culto y la enseñanza, como el templo tenían diferentes secciones: coro, sotocoro, nave, presbiterio, altar, sacristía y confesionario; campanario o espadaña, el atrio, la capilla abierta, las capillas posas, las cruces atriales, en algunas ocasiones anexos que funcionaban como escuela y hospital. El privado, compuesto por el convento y sus diferentes dependencias como: claustro, celdas, baños, refectorio, cocina, bodegas y almacenes, sala de profundis y biblioteca.  Además existían la huerta, el aljibe, molinos y caballerizas.
Los conventos de Actopan, Ixmiquilpan y Zempoala pertenece a los denominados: “convento-fortaleza”; la arquitectura religiosa del siglo XVI, se caracteriza por ostentar una apariencia de fortaleza. Hay tres al teorías respecto, una explica la morfología fortificada para defenderse de posibles sublevaciones de los indígenas; la segunda, como parte de un repertorio decorativo que pudo cumplir una función mecánica; y la tercera, como materialización de valores simbólicos con matiz escatológico.
Los conventos construidos en la denominada frontera chichimeca, exhiben peculiaridades arquitectónicas, debido una adaptación al medio hostil en que fueron construidos, pues de esa manera podían resistir mejor los embates de los nómadas. Arquitectónicamente, tienden a definir un carácter cerrado y defensivo, los conventos pueden poseer las celdas del convento sobre la nave principal del templo; reducción significativa en la dimensión espacial; superposición de etapas constructivas debido a que se hayan dado de manera rápida y consecutiva; y el abandono temprano de construcciones monásticas. Los conventos de frontera registrados son los ubicados en Chichicaxtla y Chapulhuacán.

## Pintura

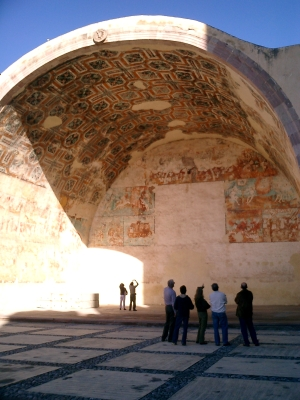
Pintura mural de la capilla abierta del Convento de Acopan.

Las órdenes religiosas, hicieron uso de la pintura mural o fresco como recurso decorativo y didáctico, para adelantar en la tarea evangelización en la Nueva España; En las pinturas se encuentran temas como: pasajes de Cristo, de la Virgen, o de los Santos más representativos de la orden a la que pertenecía el convento. Los agustinos destacan notablemente, pues sus pinturas murales no solo se concretaban a presentar los preceptos fundamentales de la religión, sino que buscaban exponer algunos de los conceptos filosóficos.
Se debe considerar la pintura renacentista como ideología estética preponderante, y las reminiscencias de la pintura mural de Mesoamérica, en la mezcla de la decoración y los temas cristianos. Primero la pictográfica se basó en lienzos que podían ser transportados, y no fue hasta el último tercio del siglo XVI, cuando la pintura mural se generalizó. La población indígena se encontraba evangelizada, lo que permitió a los frailes educar a los tlacuilos en las artes murales. Los ejemplos de pintura con influencia indígena en Hidalgo son los conventos de Ixmiquilpan y Actopan.
La pintura está basada en las sustancias vegetales y mucilaginosas de la flora regional, en Actopan los colores usualmente son negro pardo, elaborado a raíz de infusión de raíz de huizache; negro olote, núcleo quemado de la mazorca de maíz; amarillo claro, enredadera parásita del árbol llamado guamúchil; amarillo naranja, del minio importado de Europa; rojo o carmesí, cochinilla o grana molida y hervida en agua con un poco de alumbre; azul, con texotlali (piedra azul) y después con añil; verde, naranja y violeta, con la mezcla de los anteriores.

## Listado de conventos

### Conventos franciscanos
| Imagen | Conjunto                          | Localización                                                                                      | Descripción |
| ------ | --------------------------------- | ------------------------------------------------------------------------------------------------- | --- |
|        | Convento de la Asunción           | Apan, municipio de Apan 19°42′36.4″N 98°26′59.4″O / 19.710111, -98.449833                         | En 1569 la orden funda el convento, pero esta fue expedida hasta 1577, no se construyó ningún edificio ambicioso. En 1585, la iglesia todavía era una construcción temporal y el convento no tenía más que un cuarto. A finales del siglo XVII y principios del siglo XVIII se construye una nueva iglesia, proyecto del arquitecto Pedro de Arrieta. La portada de la iglesia con una torre que se incorpora como parte de la misma; el estilo es barroco y tiene dos cuerpos y un remate. Cada cuerpo está enmarcado por dos columnas. La planta es de cruz latina y al centro, en el crucero, tiene una cúpula. El altar mayor es churrigueresco y se atribuye a Lorenzo Rodríguez. El claustro ha sido reconstruido añadiendo columnas en sus costados norte y oriente. La sección sur, de dos pisos, funcionó como escuela durante algún tiempo, pero se derrumbó. El atrio tiene pasillos adoquinados y está ajardinado. |
|        | Convento de San Francisco         | Tepeapulco, municipio de Tepeapulco 19°47′07″N 98°33′08″O / 19.78528, -98.55222                   | La fundación del conjunto conventual es de 1528; se construye sobre un teocalli dedicado a Huitzilopochtli. La obra se realiza de 1530 a 1560; la construcción original fue reedificada en 1577. Fray Bernardino de Sahagún lo habitó entre 1558 a 1560 estudiando y recogiendo datos. En 1773 se reedifica la iglesia. En 1850 se cambia la cubierta de viguería por la de bóveda de cañón corrido con cimborrio. En 1908 se construye una torre y se transforma el atrio en jardín con fuente central. La que da a la plaza está siete metros sobre el nivel de la calle. Se asciende por una escalera que remata en un arco. La entrada principal está sobre la calle donde se encuentra la Casa de Cortés. Su fachada muestra una portada de estilo plateresco con su arco, jambas y chambrana completamente decorados con motivos vegetales. Sobre la puerta se ve un bajorrelieve y sobre la chambrana un diminuto nicho. El claustro es de planta cuadrada, al centro una fuente. Tiene claustro alto y bajo y en ambos hay cinco arcos de medio punto en piedra en cada lado. |
|        | Convento de San Francisco         | Tlanalapa, municipio de Tlanalapa 19°49′05.5″N 98°36′13″O / 19.818194, -98.60361                  | Función del siglo XVI, visita franciscana de Tepeapulco. El atrio está bardeado, y conserva la traza original. La fachada tiene tres elementos: la portada, la ventana del coro y una cruz en la parte superior. La portada es de estilo tequitqui. Es un arco de medio punto que se sostiene en dos jambas. Encima una chambrana, todo está adornado con flores. La torre está en un segundo plano de la fachada, es de estilo mudéjar. El interior es de una nave con techo plano. El convento estaba al lado derecho de la iglesia, sólo hay unas columnas que dan cuenta de que existió. |
|        | Convento de Todos los Santos      | Zempoala, municipio de Zempoala 19°54′55″N 98°40′10″O / 19.91528, -98.66944                       | En Zempoala el trabajo de evangelización empezó con franciscanos que llegaron de Tepeapulco. En 1540 a los franciscanos los sustituyeron los agustinos, quienes construyeron casa. En 1553 separados los agustinos, volvieron a establecerse los franciscanos. El 7 de enero de 1553 se celebró un contrato con los religiosos de Otumba, con el cual se proporciona de Zempoala a Otumba; lo que se realizó con el Acueducto del Padre Tembleque. El atrio está bardeado y tiene dos entradas. La capilla abierta tiene tres grandes arcos de medio punto; se convierte en la capilla de la Virgen del Refugio, que en 1985 es destruida casi por completo por un incendio. La fachada de estilo plateresco, la portada es un arco de medio punto con doble fila de casetones enmarcados en dos pilastras de capiteles corintios de fustes estriados. La planta es de una sola nave, y está cubierta con bóvedas nervadas de estilo gótico. La planta el claustro es cuadrada, en cada lado del claustro alto y bajo hay tres arcos de medio punto. Las columnas circulares con capiteles de estilo dórico. El templo conserva en su interior restos de pintura mural con escenas religiosas, al igual que en los muros del convento anexo. |
|        | Convento de Santiago Apóstol      | Atotonilco, municipio de Atotonilco de Tula 20°00′29″N 99°13′13.6″O / 20.00806, -99.220444        | Fundado oficialmente en 1536. Su portada es de estilo plateresco en el que se encuentran detalles de gran influencia indígena. En las pilastras laterales se aprecian las esculturas de San Pedro y San Pablo y sobre la cornisa, la ventana del coro es un rosetón de estilo gótico. El interior del templo muestra elementos góticos en las nervaduras de la techumbre y en el presbiterio conserva un retablo de estilo churrigueresco. En planta afecta la forma de un rectángulo bastante alargado, con el presbiterio más estrecho delimitado por un arco triunfal. La entrada a la capilla del Sagrario, ubicada al none del temple y aproximadamente a mitad de la nave. Está compuesta por capiteles de cantera con volutas y una flor central, cubierta de bóveda de arista. |
|        | Convento de San Francisco de Asís | Tepeji del Río, municipio de Tepeji del Río de Ocampo 20°54′17″N 98°20′31″O / 20.90472, -98.34194 | Es una fundación de 1558, con el propósito de reconciliar a los otomíes de Utlaxpan con sus vecinos de Tepexic. Las obras del conjunto conventual se realizan entre 1560 y 1570. Fray Diego de Grado y Cornejo es quien conduce el proceso de reunificación y el establecimiento del nuevo pueblo. En 1768 el templo fue secularizado. En el atrio tiene muros con almenas orejonas -únicas en el mundo- que simbolizan la unión de dos pueblos que dieron origen a Tepeji del Río; cuenta con dos capillas pozas. La fachada de la iglesia es una gran pared lisa con dos salientes y la portada. La torre descansa sobre el saliente de la derecha. La portada es de estilo renacentista. Tiene dos cuerpos. El primero es un arco de medio punto con una fila de casetones. El segundo tiene un escudo con símbolos de la orden y la ventana del coro. Es de una sola nave con bóveda de cañón. El claustro tiene una forma cuadrada. Al centro una fuente. Las tres arcadas de piedra del claustro alto y bajo se apoyan en cuatro gruesas columnas de estilo indefinido, los arcos son rebajados. |
|        | Convento de San Bartolomé         | Tepetitlán, municipio de Tepetitlán 20°11′09.6″N 99°22′49.3″O / 20.186000, -99.380361             | En 1571 se inicia la construcción de la iglesia y el convento, en 1585 sólo estaba terminado el primer claustro. El atrio tiene la traza es la original, está bardeado y tiene tres entradas. La iglesia tiene dos fachadas: la principal corre a lo largo del muro. Tiene la portada, seis ventanas, una ventana circular, un frontón de remate y la torre. La portada es muy sencilla, con un arco de medio punto enmarca en una chambrana. La fachada lateral con tres elementos: la portada, la ventana del coro, un nicho arriba de ésta. Todo en medio de dos contrafuertes que remata con almenas, con un arco de medio punto, y la torre de tres cuerpos. Planta basilical de tres naves y los techos son planos. El altar mayor es neoclásico. |
|        | Convento de San Francisco de Asís | Tlahuelilpan, municipio de Tlahuelilpan 20°07′54″N 99°13′58″O / 20.13167, -99.23278               | En el año de 1560, se establecieron los primeros españoles, con ello los fundaron un templo religioso de la orden franciscana, el conjunto religioso se construyó entre 1560 y 1570. Es modesto, pequeño, y de cortas dimensiones. La fachada del templo es de estilo plateresco, presenta una chambrana con pequeñas rosas estilizadas al igual que las jambas, y el cordón que distingue la orden franciscana. La capilla abierta exhibe en su arco un grupo de medallones labrados rodeados por una chambrana Presenta un arco con una serie de óvalos con adornos florales; la clave luce dos ángeles sosteniendo una corona de espinas, el tablero que enmarca la arquivolta están ornamentado con ángeles. El claustro cuenta con sus arquerías talladas en piedra con labrados y fustes lisos, estriados y en espiral. En los arcos laterales, los fustes de las columnas aparecen estriados, de perfil recto, teniendo además en su estrado una ornamentación con motivos de la fauna. |
|        | Convento de San Martín Obispo     | Alfajayucan, municipio de Alfajayucan 20°24′30.2″N 99°20′54.8″O / 20.408389, -99.348556           | En 1559, se funda el convento, pero en 1576, la población de Alfajayucan, junto con otras, a raíz de las depredaciones chichimecas, tuvieron que congregarse en el valle de Maxcala, al norte y al este de Querétaro. De aquí que los trabajos de la iglesia y el convento, ambos terminados en 1586, tuvieron que haber sido comenzados después del restablecimiento. El atrio, es amplio con arcos de entrada románicos; y está bardeado y tiene almenas. El portal de peregrinos tiene seis arcos de medio punto. La capilla abierta está dentro de los arcos del Portal de peregrinos; y es un arco de medio punto sostenido en dos columnas. La fachada de la iglesia es una gran pared de piedra que remata en un frontón, al centro la portada y la ventana del coro. El interior es de una nave y el techo es una bóveda de cañón. La entrada al convento, está en el Portal de peregrinos. Los arcos del claustro bajo, que son de medio punto, son más altos que los del claustro superior. |
|        | Convento de San José              | Tula, municipio de Tula de Allende 20°03′18″N 99°20′35″O / 20.05500, -99.34306                    | En 1529, fray Alonso de Rangel, llega a trabajar en la región; en 1546 construye una iglesia rudimentaria. En 1539 fray Juan de Alameda evangeliza en esta región y actúa como guardián del convento. A él se atribuye el establecimiento urbano y la reforma del poblado. El convento original se transforma en hospital por el arzobispado de México. En 1550 Motolinia, entonces provincial, ordena la construcción del nuevo convento e iglesia. Esta queda concluida en 1554 y el convento en 1561. El atrio la forma es cuadrada y tiene barda con almenas. Hay dos entradas, la principal frente a la entrada de la iglesia. La capilla abierta, debió estar en los arcos de la parte superior sobre los arcos del portal de peregrinos. La fachada de la iglesia consta de la portada, la ventana hexagonal del coro y el frontón de remate. La torre, a la derecha, y una torreta, a la izquierda, son también parte de la misma. La portada de estilo renacentista tiene un arco rebajado con una doble hilera de casetones. Se enmarca en dos columnas que sostienen un frontón curvo. El Portal de peregrinos, tiene tres arcos de medio punto. El claustro es de forma cuadrada con cuatro arcos en el claustro bajo y alto, que son de cantera rosa. Las columnas del claustro alto son toscanas y las del bajo dóricas. |
|        | Convento de San Mateo Apóstol     | Huichapan, municipio de Huichapan 20°22′31.7″N 99°38′58.8″O / 20.375472, -99.649667               | Conjunto religioso que se ha edificado a lo largo de un periodo de tiempo que comprende varios siglos. La función franciscana, la capilla de Nuestra Señora de Guadalupe, cuya capillita anexa (San Felipe), fue edificada en 1563. Posteriormente,el legado del capitán de infantería virreinal Manuel González de León, hizo posible la construcción de la actual parroquia y de la capilla de la Tercera Orden. La cruz de piedra que recibe al visitante del espléndido conjunto es un ejemplo destacado de la escultura novohispana. La capilla de Guadalupe ocupa el centro, es la fundación franciscana original. Luce una portada, compuesta con finos relieves. Su torre posee semicolumnas salomónicas. Su interior está distribuido por un arco triunfal, y su bóveda cuenta con unas nervaduras ornamentales, entre las cuales existen motivos elaborados durante el siglo XIX. El altar mayor de la capilla, de estilo neoclásico. La capilla de la Tercera Orden, se caracteriza por su fachada poniente, su portada cuenta con dibujos geométricos transformados en orlas vegetales. Su retablo mayor es de estilo churrigueresco. El edificio de mayor tamaño del conjunto es la parroquia de San Mateo, cuya distribución en planta adopta la forma de cruz latina. Las dos portadas de la iglesia son obras del churrigueresco. El interior de la parroquia es también espléndido en variadas manifestaciones del arte religioso novohispano. El claustro es modesto en apariencia, y se encuentra adosado a la capilla de Guadalupe. |
|        | Convento de Santiago Apóstol      | Tecozautla, municipio de Tecozautla 20°32′02.6″N 99°37′59.5″O / 20.534056, -99.633194             | Hacia 1551 llegan los españoles a la región. En 1553 inicia la evangelización obra construida entre los años 1690 y 1700. La portada de estilo tequitqui. Tiene dos cuerpos: el primero es un arco de medio punto sostenido en dos jambas cada una con dos columnas. Está enmarcada por una cinta con flores, el segundo es la ventana del coro. La torre tiene un campanario de tres cuerpos en cantera roja, rematada con una escultura de Santa Bárbara. El claustro es cuadrado y tiene claustro bajo y alto. En los dos hay tres arcos rebajados, los arcos en el claustro bajo se sostienen en columnas de piedra sin ninguna ornamentación. En el alto son pilastras de mampostería. |
|        | Convento de Juan Bautista         | Tulancingo, municipio de Tulancingo de Bravo 20°04′50″N 98°22′04″O / 20.08056, -98.36778          | Los franciscanos empiezan a visitar Tulancingo desde el convento de Texcoco a partir de 1528, en 1567 comienza la construcción de un edificio siguiendo el modelo del de San Gabriel de Cholula. La parroquia de san Juan Bautista de Tulancingo se funda en 1754. El proyecto para la reedificación de la parroquia fue presentado el 12 de abril de 1788, la construcción se inició en 1789, y se reabrió al culto el 6 de enero de 1806. En 1862 se convierte en diócesis, en 1864 en catedral y en 2007 se convierte en arquidiócesis. El atrio está rodeado por una alta reja de herrería y se divide en tres partes: central, norte y sur. La fachada del templo está constituida por la portada y las dos torres. La portada es de estilo neoclásico y se forma con un gran frontón triangular que descansa sobre un friso y cornisa. Se sostiene por un par de columnas jónicas. Las torres son cuadradas con campanarios que tienen vanos alargados de medio punto, están coronados por pirámides de forma octagonal rematadas con esferas. La planta es de una nave con forma de cruz latina. Se divide por pares de intercolumnios de estilo jónico con cornisa, frisos y arquitrabes. En el convento el patio es cuadrado y al centro hay una fuente. El claustro alto y bajo tienen cinco arcos de medio punto, las columnas son toscanas. |
|        | Convento de San Francisco         | Pachuca, municipio de Pachuca de Soto 20°07′16″N 98°43′52″O / 20.12111, -98.73111                 | La fundación es muy tardía y no tiene elementos arquitectónicos propios de la primera época de los conjuntos conventuales. La obra fue dirigida por fray Francisco de Torantos, la Iglesia se termina de construir en 1660 y el convento en 1604. En 1732, el convento se convierte en Colegio Apostólico de Propaganda Fide y es el tiempo de su mayor esplendor. En 1861, con las Leyes de Reforma se da la exclaustración de los franciscanos. Parte de la fachada fue destruida por una carga de dinamita en 1924 durante la rebelión delahuertista y renovada posteriormente. La fachada tiene tres elementos que la portada, la torre a la derecha y a la izquierda, un contrafuerte. El estilo es un neobarroco estilizado; la planta es de cruz latina y en el crucero tiene una cúpula. Los altares son neoclásicos de finales del siglo XIX. El convento ha sufrido grandes modificaciones y se han adecuado los espacios para alojar a distintas instituciones como: el Centro INAH Hidalgo, Fototeca Nacional, el Museo Nacional de Fotografía, el Cuartel del Arte y Centro de las Artes de Hidalgo. |

### Conventos agustinos
| Imagen | Conjunto                                  | Localización                                                                                        | Descripción |
| ------ | ----------------------------------------- | --------------------------------------------------------------------------------------------------- | --- |
|        | Convento de San Agustín                   | Atotonilco, municipio de Atotonilco el Grande 20°17′10″N 98°40′07″O / 20.28611, -98.66861           | Su fundación se remonta a 1536, pero la construcción por orden de fray Juan de Sevilla se realizó entre 1542 y 1562. Este convento fue la puerta de entrada a la evangelización de la sierra alta y la huasteca. Fue designado como parte del Geoparque Comarca Minera, el 5 de mayo de 2017; como sitio de interés cultural. La fachada del templo es de estilo plateresco, con columnas pareadas en el primer cuerpo. En el interior destacan las capillas laterales, una de ellas con un arco conopial labrado en piedra y el presbiterio, con su bóveda de nervaduras góticas. Al costado izquierdo del templo destaca la capilla abierta. El claustro con reminiscencias del isabelino en sus columnas. Guarda una excelente muestra de pintura mural con temas relativos a la Pasión de Cristo y en la escalera se aprecia un programa pictórico en el que se ven pasajes de la vida de San Agustín. |
|        | Convento de San Andrés Apóstol            | Epazoyucan, municipio de Epazoyucan 20°01′04″N 98°38′07″O / 20.01778, -98.63528                     | Fundado por los franciscanos en 1528, edificado probablemente una ermita. Los agustinos llegaron en 1540, fundando el convento fray Pedro de Pareja, retirándose los franciscanos. Juan de Grijalva, indica que se edificó en siete meses, probablemente se refería a una primera etapa; probable se haya concluido en 1541. Fue designado como parte del Geoparque Comarca Minera, el 5 de mayo de 2017; como sitio de interés cultural. De estilo plateresco, el templo, el convento y la capilla abierta se desplantan sobre una plataforma con escalinata frontal. La fachada del templo muestra columnas pareadas con sus cuerpos trabajados en formas acanaladas y salomónicas por tramos y una chambrana que envuelve a la ventana del coro con un remate triangular. La capilla abierta está junto a la fachada y su arco muestra un tallado de gran influencia indígena. El convento cuenta con extraordinarias pinturas murales policromadas, en el interior del templo se encuentra una alfarje del siglo XVI. |
|        | Convento de San Pedro                     | Tezontepec, municipio de Villa de Tezontepec 19°52′48.5″N 98°49′15.1″O / 19.880139, -98.820861      | Se puede señalar 1540 como fundación de una visita sin residencia agustina. El periodo de construcción es a partir de 1544 hasta 1550 años en los que fue considerado una vicaría; es hasta 1554 cuando fue elevado a la categoría de cabecera doctrinal o priorato. El atrio está limitado por un barda de mampostería con robustas almenas; la entrada principal da al poniente, y está compuesta de una arcada de tres arcos de medio punto sostenidos por columnas de fuste cilíndrico. La fachada principal del templo es un arco de medio punto, la planta de la nave es rectangular, dividida en cinco porciones por arcos rebajados sobre ménsulas. El claustro del convento es de gran primitivismo y sencillez; y posee algunas pinturas murales , entre ellas el prendimiento de Cristo, de gran policromía, y el Calvario. |
|        | Convento de San Miguel Arcángel           | Acatlán, municipio de Acatlán 20°08′41.16″N 98°26′20.79″O / 20.1447667, -98.4391083                 | Conjunto construido entre 1544 y 1569. Su iglesia está en ruinoso estado, carece de cubierta, la cual era de bóveda de cañón corrido. Su iglesia tiene restos de pintura mural en color rojo, bajo una gruesa capa de encalado, con motivos geométricos simples. El costado oriente de la portería tiene vestigios de una antigua continuación de los muros. El templo es de fachada muy sobria con una pequeña espadaña en su remate. Tres capillas posas se encuentran distribuidas a 10 largo del perímetro del atrio. |
|        | Convento de Santa María Magdalena         | Tutotepec, municipio de San Bartolo Tutotepec 20°25′44.7″N 98°16′26.1″O / 20.429083, -98.273917     | Fueron los frailes agustinos, quienes poblaron esta zona con iglesias y conventos. Bajo la Jurisdicción del convento de Atotonilco el Grande quedó Tutotepec, comisionado a Fray Alonso de Borja. Se construyó la primera iglesia, bajo la advocación de los Santos Reyes, que cambiarían después por el de Santa María Magdalena. Terminado en 1620, ha sido arrasado por varios incendios. En al zona se dio la sedición de los otomíes en 1766-1769. EI templo es de una nave, de ábside poligonal, con muros de mampostería y cubierta de lámina metálica a dos aguas sobre estructura metálica. La portada, trabajada en cantera labrada, contrastando con los muros adyacentes. Dos pares de columnas de fustes estriados flanquean la amplia entrada con arco de medio punto coronado por un frontón triangular. La torre del campanario, de un solo cuerpo construido con mampostería y concreto. El primitivo convento ha sido objeto de varias remodelaciones que alteraron la composición y el sentido original de la obra. La construcción de la casa cural, adosada a un costado del templo, destruyó parcialmente la arcada antigua del claustro. El atrio es utilizado aún como cementerio. Destacan las campanas del campanario, las cuales se visten son consideradas milagrosas. |
|        | Convento de Nuestro Señor                 | Singuilucan, municipio de Singuilucan 19°58′05.1″N 98°31′02.6″O / 19.968083, -98.517389             | Los franciscanos fueron los primeros en evangelizar este sitio desde su convento Zempoala y levantaron una iglesia primitiva dedicada a San Antonio. En 1540 fueron reemplazados por los agustinos. La actual iglesia es del siglo XVIII. Este presenta una fachada de estilo barroco sobrio, con columnas pareadas a los lados de la puerta y un hermoso nicho sobre ella, donde se aprecia un crucifijo en relieve. El retablo mayor, es de estilo churrigueresco, con el frente, formado por una estructura de espejos biselados con disefio de un calvario en su porción central. EI claustro es de mampostería sencilla, ubicándose al sur del templo. Los arcos de ambos niveles se corresponden, siendo de medio punto. La capilla de San Nicolás ocupa la dependencia sur. El atrio, parcialmente ajardinado, tiene algunas basas de cantera. |
|        | Convento de San Nicolás de Tolentino      | Actopan, municipio de Actopan 20°16′06″N 98°56′35″O / 20.26833, -98.94306                           | La fundación del convento se da en 1546 por la Orden de San Agustín, aunque oficialmente fue ordenada en 1548, la obra se le atribuye a fray Andrés de Mata. La construcción empezó en 1550 y para 1560 el conjunto ya se encontraba concluido. Destacan la portada del templo, de cantera rosa labrada con su arquivolta casetonada. La capilla abierta, muy grande y sencilla de bóveda de cañón decorada al fresco con casetones. La torre de inspiración mudéjar que se remata con almenas y garitones. La entrada del claustro con su magnífica portería; sus arquerías, los detalles de puertas y ventanas; y por último la huerta, con una logia lateral de gran belleza. Destacan los murales y frescos de la sala de profundis, del cubo de la escalera y de la capilla abierta. |
|        | Convento de Santa Maria de Guadalupe      | Mixquiahuala, municipio de Mixquiahuala de Juárez 20°13′49.2″N 98°12′51.3″O / 20.230333, -98.214250 | Fue edificado en un amplio periodo de tiempo, alrededor de 1684 a 1786, para sustituir a una primitiva obra anterior. Ha sido objeto de varias remodelaciones pero conservando elementos barrocos. Originalmente consagrada a San Antonio de Padua, pero se cambió a Santa María de Guadalupe. El edificio está construido en una sola nave con bóveda de cañón corrido, y presenta en su portada un fino relieve en la entrada, cuya arquivolta y basas están adornadas con rosetas. Al interior se divide en cuatro secciones de bóveda a las que se suman la cúpula del presbiterio y una pequeña capilla abierta, ubicada al sur de la nave. El atrio está delimitado por una barda de arcos invertidos enrejados. Se levanta en uno de sus costados una escultura de San Francisco. |
|        | Convento de San Miguel Arcángel           | Ixmiquilpan, municipio de Ixmiquilpan 20°28′58″N 98°13′08″O / 20.48278, -98.21889                   | Construido bajo las órdenes de Fray Andrés de Mata entre los años 1550 y 1560. La fachada del templo es de estilo plateresco, con columnas pareadas en el primer cuerpo y adornos que enmarcan a la ventana del coro; ésta se remata con un pequeño frontón que parece subir hasta las almenas superiores. La torre anexa se integra al conjunto con su remate y campaniles a manera de espadañas. La portería del claustro muestra dos arcos ojivales que se repiten en el claustro bajo, donde hay bóvedas de crucería y restos de pintura mural. Dentro del templo hay un gran friso de pintura mural que fue terminado hacia 1572, cuyo tema central es un combate. Hay diversos personajes con rasgos indígenas entre los que destacan una especie de centauro que lleva un penacho de plumas de quetzal y un guerrero tigre que lleva en una mano su macana y una cabeza humana, mientras que con la otra sujeta a un prisionero. En la sacristía existe también una serie de frescos con temas de la vida de Jesús. |
|        | Convento de San Agustín                   | Huejutla, municipio de Huejutla de Reyes 21°08′22″N 98°25′18″O / 21.13944, -98.42167                | Los trabajo construcción de la iglesia, se realizaron con mano indígena entre los años de 1541 y 1544. La iglesia bajo la advocación de San Agustín, fue erigida como priorato en 1545. En 1570 el conjunto del convento se empezó a construir en 1570, y para 1580 ya se encontraba terminado. La secularización tuvo lugar el 1 de julio de 1751, bajo la advocación de la Purísima Concepción. En lo que respecta al convento, después de un periodo de abandono y de hacerle algunas modificaciones sin importancia, fue rehabilitado en 1830 y utilizado como oficina parroquial. El complejo ocupa un terreno compuesto de una serie de terrazas elevadas y en la más alta se levanta el convento; las otras van descendiendo de norte a sur hasta confundirse con el nivel de la calle y la plaza principal. Su estilo plateresco cuenta con una fachada alta que remata en una espadaña de tres cuerpos construida con piedra laja natural y arco de medio punto. La iglesia consta de una sola nave, el techo es de bóveda de cañón seguido. El convento tiene acceso por una puerta en el muro de cerca que limita el atrio inclinado, después de esa puerta hay una rampa interior que permite llegar al nivel de la terraza más alta sobre la que está edificado. En un amplio patio, que está constituida por crujías que rodean al claustro formado de arcadas lisas sobre pilares de sección cuadrada y lisos también.                                                     |
|        | Convento La Comunidad                     | Metztitlán, municipio de Metztitlán 20°35′41″N 98°45′52″O / 20.59472, -98.76444                     | La Comunidad es la primera construcción agustina del lugar, aunque algunos mencionan la Iglesia de San Pedro Tlatemalco. De acuerdo con la tradición la construcción de este convento empezó en 1537, y en 1539 debido a una inundación de la vega de Metztitlán se abandona; empezando ese mismo año la construcción del Convento de los Santos Reyes. Probablemente la fundación del convento se deba a Juan de Sevilla, quien fundó el Convento de los Santos Reyes. Consta de tres cuerpos principales, la iglesia,el convento y la parte noreste, ocupado por oficinas municipales y una torre del reloj. La iglesia presenta tres entradas desde el exterior, dos en su fachada larga, hacia la plaza, y una a los pies del templo, desde el atrio. Tuvo otra puerta hacia la sacristía y una hacia el corredor del claustro. Las paredes de la iglesia son de cerca de dos metros de grueso en toda su altura, y no aparecen contrafuertes en su perímetro, lo que indica que no estuvo techada con bóvedas. El convento está construido en una sola planta. Al oriente del convento se sitúa la iglesia y al poniente una ladera inclinada. Tanto hacia el noroeste hacia el sur, el terreno es bastante pendiente, y solo queda en plano la mitad oriental de la fachada norte, que está contigua al ábside de la iglesia. La zona del edificio que está en ruinas corresponde al lado poniente hacia la barranca, el resto conserva las bóvedas de medio punto en su techumbre. |
|        | Convento de los Santos Reyes              | Metztitlán, municipio de Metztitlán 20°35′40″N 98°45′50″O / 20.59444, -98.76389                     | La construcción del convento de los Santos reyes, pudo empezar en 1539, la mayor actividad constructiva duro veinte años, entre 1540 y 1560. Dentro de esta temporalidad se dice que la iglesia se empezó a levantar en 1553, pero su conclusión la sitúa hasta 1569. En una de las pinturas que se localizan en la portería de acceso al claustro, está inscrita la fecha del 7 de noviembre de 1577. Esta fecha puede ser indicativa de dos cosas: primero, que en ese año el edificio se encontraba terminado en su arquitectura; segundo, que el convento se encontraba en un proceso de decoración pictórica. Cuenta con una fachada de estilo plateresco, el interior del templo conserva cinco retablos con pinturas de buena calidad sobre temas religiosos y el retablo mayor, posee pinturas alusivas a la vida de Jesús. En el convento anexo se pueden apreciar restos de pintura en sus muros; en las bóvedas de las esquinas con las imágenes de los evangelistas y los doctores de la iglesia, y en la escalera, quedan los restos de dos alegorías de los triunfos de la Castidad y la Paciencia. |
|        | Convento de San Nicolás de Tolentino      | Xochicoatlán, municipio de Xochicoatlán 20°46′38″N 98°40′42″O / 20.77722, -98.67833                 | Conjunto de inicios del siglo XVI. Comprende la parroquia, sacristía y el antiguo claustro. El atrio desapareció para dar lugar al jardín principal. La entrada principal a la iglesia esta enmarcada por un arco de medio punto sostenido por pilastras de cantera, ambos adornados con motivos florales. Una moldura y comisa de cantera corren sobre la entrada, siendo esta última el apoyo para las pilastras que encierran a la ventana que ilumina al coro. En su costado norte, una torre de cinco cuerpos se levanta resguardando las campanas en el segundo nivel. El patio del claustro cuebnta con evidencias de la disposición que tenían los pasillos integrantes de las galerías originales. Por ejemplo, en el entrepiso de dos muros que limitan el patio, se observan los arranques de la bóveda que cubría los corredores, los cuales abarcaban los cuatro costados. |
|        | Convento de Nuestra Señora de Loreto      | Molango, municipio de Molango de Escamilla 20°47′14″N 98°43′47″O / 20.78722, -98.72972              | Fue construido en 1538 bajo la dirección de Fray Antonio de Roa, Molango fue la primera fundación de la Sierra Alta. El atrio está situado al poniente del conjunto, lo delimitan unas bardas almenadas separadas por dos vanos de acceso. En el extremo poniente del atrio se encuentra la espadaña exenta. Consta de dos cuerpos con seis vanos y un remate con cruz y óculo. La fachada es de estilo plateresco. Consta de un paramento liso, rematado por un muro piñón que tiene una cruz y un pequeño vano de medio punto que sostiene una campana pequeña. Al centro de este paramento sobresale por su belleza un rosetón de estilo gótico que sirve para dar iluminación al coro. Al claustro del convento el cual se encuentra muy degradado; era de planta cuadrada y tenía un corredor en cada uno de sus lados, tanto en la planta baja; estos corredores daban acceso al patio por medio de unas arquerías. En el claustro bajo se conservan tres de los cuatro corredores con sus arquerías. El claustro alto, que es el más degradado, sólo tiene algunos arranques de los arcos. |
|        | Iglesia Vieja                             | Chichicaxtla, municipio de Tlahuiltepa 20°47′14″N 98°43′47″O / 20.78722, -98.72972                  | En 1539 se funda la visita, dedicada a Nuestra Señora de Monserrat, por el parecido del paisaje con Monserrat de España. Chichicaxtla fue víctima muy indefensa contra los ataques chichimecas. Completamente en ruinas, está compuesta de porciones de elevados muros y contrafuertes de mampostería, cubiertas de vegetación. Forma una especie de larga nave, con restos de cuartos levantados a los costados. Uno de ellos conserva un paramento con el vano de una puerta y ventana, con una serie de nichos a largo de la parte superior. Una espadaña aislada se encuentra en el límite del atrio; construida a base de mampostería, con una base de casi dos metros de ancho y ocho medio metros de alto. Cuenta con seis vanos, el remate toma forma piramidal. |
|        | Convento de Nuestra Señora de la Asunción | Chichicaxtla, municipio de Tlahuiltepa 20°47′14″N 98°43′47″O / 20.78722, -98.72972                  | Es para 1579, probable que la Iglesia Vieja ya estuviera abandonada, y el culto e imágenes trasladados a la Parroquia de Nuestra Señora de la Asunción. Los muros son de mampostería y la cubierta de bóveda de cañón corrido. Un costado de la nave, estaba en un principio abierto al exterior mediante una serie de arcos sostenidos por robustas columnas de cantera, que por su posición hace pensar en una especie de vestibulación, o de capilla abierta. El minúsculo patio del claustro está limitado por dos de sus lados por las capillas anteriormente mencionadas. Seis cuartos se agrupan alrededor del pasillo del claustro, y completando este conjunto se halla un espacioso salón rectangular que forma parte de la fachada principal. |
|        | Convento de San Agustín                   | Tlanchinol, municipio de Tlanchinol 20°59′19″N 98°39′39″O / 20.98861, -98.66083                     | No se tienen datos exactos de la fecha de su fundación, pero es de suponerse que debió ocurrir a mediados del siglo XVI, por los frailes agustinos. Comprende la iglesia, el exconvento y el atrio. En este último se puede encontrar una monumental espadaña de 15 metros y seis arcadas, y se conserva una campana fundida en 1571. La iglesia es de una nave, con gruesos muros de mampostería, la fachada original al parecer destruida a mediados del siglo XVIII después de suprimirle el primer tramo de la nave. En cuanto al convento, ha sido objeto de una remodelación con losa de concreto en la mayoría de sus dependencias, inclusive se colocó sobre las bóvedas de cañón corrido del pasillo del claustro. Algunos cuartos fueron reforzados en sus cubiertas con trabes del mismo material. |